# Râul Valea Boului, Jiul de Vest
Râul Valea Boului este un curs de apă, afluent de dreapta al râului Jiul de Vest. Are o lungime de 5 kilometri și un bazin de 9 km2.

## Hărți
- Harta Munții Vâlcan Arhivat în 15 iunie 2011, la Wayback Machine.
- Harta Munții Retezat Arhivat în 10 iulie 2012, la Wayback Machine.
- Harta județului Hunedoara